# Papuanticlea
Papuanticlea is een geslacht van vlinders van de familie spanners (Geometridae), uit de onderfamilie Larentiinae.

## Soorten
- P. lasioplaca Lower, 1897
- P. ochroria Holloway, 1979
- P. onaea Prout, 1939
- P. semiflava Warren, 1906
- P. subcaesia Warren, 1903